# Denigomodu

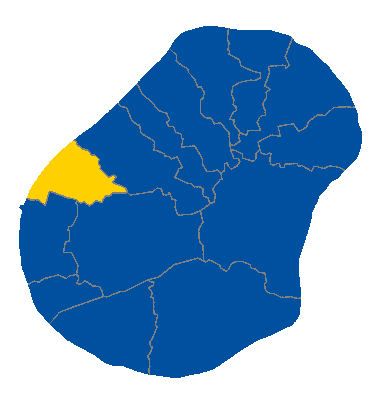
Vị trí quận Denigomodu tại Nauru.

Denigomodu là một quận của đảo quốc Thái Bình Dương Nauru, quận nằm ở phía tây của đảo. Quận có diện tích 1,18 km² với dân số 2.827 người, đây là quận đông dân nhất nước.